# Nishadana
Nishadana – rodzaj pluskwiaków różnoskrzydłych z rodziny ziemikowatych i podrodziny Cydninae. Obejmuje trzy opisane gatunki.

## Morfologia i zasięg
Pluskwiaki o ciele długości od 2,5 do 3,1 mm. Ubarwione są jednolicie ciemno albo mają elementy żółte lub bladożółte. Głowę ich cechują wyraźnie podwinięte ku górze brzegi boczne. Zaopatrzona jest w wyłupiaste oczy złożone, małe przyoczka oraz krótkie czułki zbudowane z pięciu członów. Nadustek pozbawiony jest zarówno szczecinek włosowatych, jak i krótkich i grubych. Dłuższe od nadustka i przed nim połączone płytki żuwaczkowe mają wzdłuż brzegów bocznych przykrawędziowe szeregi szczecinek włosowatych. Wyraźnie szersze niż dłuższe i ku przodowi zwężone przedplecze ma wzdłuż brzegów bocznych górny i dolny szereg chetoporów przykrawędziowych. Tylno-boczne krawędzie przedplecza nakryte są nabrzmiałościami. Szersza niż dłuższa tarczka ma na wierzchołku szeroki, językowaty wyrostek. Półpokrywy charakteryzują się krótką przykrywką, szerszym od mezokorium egzokorium oraz dużą zakrywką z V-kształtnie wciętym szwem. Wzdłuż nieco odgiętej ku dołowi krawędzi kostalnej występuje szereg chetoporów. Mezopleury i metapleury mają niewielkie, niezbliżone kształtem do kwadratu ewaporatoria. Ujścia gruczołów zapachowych zatułowia mają pasma wygładzonego oskórka niezakrzywione z tyłu. Golenie odnóży przednich są rozszerzone w częściach odsiebnych i zaopatrzone w silne kolce na krawędziach zewnętrznych. Golenie odnóży tylnych są natomiast niemal walcowate. Genitalia samca odznaczają się paramerami z wydłużonymi hypofizami.
Rodzaj ten rozmieszczony jest w krainie orientalnej, palearktycznej i etiopskiej, przy czym w tych dwóch ostatnich występuje tylko N. arabica.

## Taksonomia
Takson ten wprowadzony został w 1899 roku przez Williama Lucasa Distanta pod nazwą Drupadia. Ponieważ nazwa ta okazała się młodszym homonimem nazwy motyla, jeszcze w tym samym roku zmieniona została przez Distanta na Nishadana. Gatunkiem typowym jest Drupadia typica.
Do rodzaju zalicza się trzy opisane gatunki:
- Nishadana arabica Horváth, 1919
- Nishadana typica (Distant, 1899)
- Nishadana umbrosa Horvath, 1919